# Portogallo ai Giochi della XX Olimpiade
Il Portogallo partecipò ai Giochi della XX Olimpiade che si sono svolti a Monaco di Baviera dal 26 agosto all'11 settembre 1972, con una delegazione di 29 atleti impegnati in 8 discipline per un totale di 28 competizioni. Il portabandiera fu il maratoneta Armando Aldegalega, alla sua seconda Olimpiade.
Fu la tredicesima partecipazione di questo paese ai Giochi. Non fu conquistata nessuna medaglia.